# Abraxas kanoi
Abraxas kanoi là một loài bướm đêm trong họ Geometridae.